# Joan Lingard
Joan Lingard, född 23 april 1932 i Edinburgh, död 12 juli 2022 i Edinburgh, var en brittisk (skotsk) författare som skrivit över 50 böcker. Hon skrev framför allt barnböcker.